# Televize Kryton
Televize Kryton (v anglickém originále Krytie TV) je pátá epizoda osmé série (a celkově čtyřicátá devátá v rámci seriálu) britského kultovního sci-fi seriálu / sitcomu Červený trpaslík.
Scénář napsal Doug Naylor a Paul Alexander, režie Ed Bye. Ve Spojeném království byla poprvé epizoda odvysílána na kanále BBC2 18. března 1999.

## Námět
Kryton je nucen podstupovat hygienu společně s ženami, jelikož je kvůli prevenci pohlavních nejasností klasifikován jako žena. Když se o tom zmíní během mise kanárků, Smrťák, Kocour a víceméně i Lister požadují, aby dámy ve sprchách natočil na kameru. Kryton odmítne, nicméně je posléze přepaden a přeprogramován na bezohledného podnikatele. Jeho placený pořad s názvem Televize Kryton má velkou sledovanost.

## Děj epizody
V úvodu epizody se Kryton účastní tělesné očisty v dámských sprchách, z čehož není zrovna nadšený. Zatímco se ženy sprchují, Kryton stojí s deštníkem pod sprchou a čte si knížku.
Lister přichází na celu a nese poštu. Rimmer se jí probírá. Mimo jiné je v ní dopis od Petersena (přítele Listera), že našel ve vraku Kosmika kytaru a posílá mu ji. Lister je nadšením bez sebe a Rimmera chytá tik, nesnáší Listerovo hraní na kytaru.
Dozorce přináší na celu Daveovu kytaru, Lister ji popadne a chystá se zahrát pár akordů. Má to háček, kytara nemá struny, vězeňský řád to zakazuje. Rimmer si oddechne. Dozorce se za chvíli vrátí a předá ještě jeden dopis Listerovi. Ten jej rozbalí a čte. List se týká přezkoumání případu a případné amnestie za dobré chování. Rimmer se domnívá, že jde o propuštění z vězení.
O DVA DNY POZDĚJI…
Kosmický modul se vrací s členy kanárkovské jednotky z mise. Kryton vypráví zúčastněným mužům, jak hrozné a pokořující je společné sprchování s děvčaty. Všichni přítomní jsou z toho u vytržení, až má Kryton pocit, že se zastavil čas. Smrťák navrhne, aby android natočil nahá děvčata videokamerou, s čímž ostatní víceméně souhlasí. Rimmerovi to také není proti srsti, má však na paměti ono odvolání a nutnost dobrého chování a tak je proti. Kryton se chováním mužů urazí:
„Chcete po mě, abych podrazil lidi, se kterými žiju? Abych lidské bytosti redukoval na pouhé sexuální objekty jenom kvůli vašemu vzrušení?“
Kocour se Smrťákem nadšeně přikyvují: Ano, ano! Kryton vstává z lavičky:
„Asi jsem na chvíli zapomněla, kdo jsem. Jsem žena a jsem na to hrdá. Dovolíte-li, zůstanu se svými sestrami, však my si vystačíme!“
Správce vězení Ackerman si nechá nastoupit vězně. Někdo z nich jej přepadl, zbil a ukradl mu skleněné oko. Jeho nová známost si teď o něm myslí, že je pouze poloviční fešák. Ackerman požaduje vrácení oka, ale vězni z něj mají legraci a do přichystaného kyblíku mu vloží zubní protézu. Rimmer udá vedle stojícího vězně, protože chce docílit vzorného chování za každou cenu. Za to si vyslouží pořádný lynč od skupinky trestanců.
Přátelé z Kosmiku odcházejí pryč, Kryton jde jako poslední. Shýbne se pro pohozený papír, jenž tam byl nastražen a vyhodí jej do odpadu, v otvoru nad odpadní šachtou se objeví ruka držící francouzský klíč a udeří jím Krytona do hlavy. Android se sesune na zem a je odvlečen pryč.
Večer během promítání se vězni příliš nebaví. V kinosále jim pouští samé béčka, jako např. „Upířice v bikinách vysávají Paříž“ nebo „Útok divokých naprosto neviditelných obřích mimozemšťanů“. Vysílání je přerušeno a na plátně se objeví Kryton a slibuje přímý přenos z dámských sprch. Je zřejmé, že android byl přeprogramován. Rimmer a Lister mají v úmyslu odejít, ale když Kryton ohlásí Kristinu Kochanskou, sednou si do zadních lavic a sledují show společně s ostatními.
Další den jde Lister navštívit Krytona, z něhož se stal velký kápo. Hodlá koupit práva na fotbal a box. Do cely přichází Kristina Kochanská a Kryton má pro ni dárek, skákající tyč. Ta ji má ochránit ve sprchách před plísní. To už je na Listera moc a Kristině vše řekne. Ukáže jí i fotografii. Kochanská zuří, jejímu hněvu neunikne ani Lister.
Lister je zkroušený a píše Kochanské omluvný dopis. Jako dárek jí chce poslat dva pytlíky mouky. Domnívá se, že ocení úsilí, které musel vyvinout pro jejich získání.
Do cely vejde Kryton, dámy se dozvěděly o jeho pochybných aktivitách a napadly ho. Kryton byl překlasifikován zpět na muže. Informuje Listera o Kristinině staronové známosti – Timovi. Lister je z toho špatný, ale Kryton už má plán, jak Tima v jejích očích znemožnit a pomoci tak svému příteli.
Lister vleze do kajuty větrací šachtou a pořádně ji zřídí. Vysype drobky na postel, pohodí na gauč sendvič s cibulí, rozvěsí tuctové plakáty, rozmístí časopisy o mužských lidových tancích, CD s křesťanským rockem, nemoderní spodní prádlo atd. Vůbec netuší, že je natáčen Televizí Kryton, která jeho akci promítá dobře se bavícím vězňům.
Když Lister skončí, vyjde z kajuty, kde na něj už čeká samotný Kryton. Lister pochopí, že Kochanská nemá žádnou schůzku s Timem poté, co Kryton zavře dveře kajuty, na nichž je jmenovka ACKERMAN. Kryton jej povzbuzuje, ať se pustí do úklidu, neboť správce vězení Ackerman se má každou chvíli vrátit. Listerovi se vydá na pomoc Rimmer, uvědomuje si, že by tímto mohlo být ohroženo odvolání. Společně Ackermanovu kajutu uklidí a když narazí na chodbě na číhajícího Krytona, utíkají za ním s úmyslem jej potrestat. Robot prchá s výmluvou, že chtěl pouze zvýšit sledovanost.
Lister má odvolací dopis, Rimmer si jej vezme a čte. Jak zjistí, odvolání se týkalo Listerovy kytary a povolení na struny. Lister oceňuje Rimmerovu pomoc a slíbí mu, že jako výraz poděkování mu složí písničku. Rimmer je zdrcen.

## Produkce
Původně se díl měl jmenovat „No Strings Attached“, později byl přejmenován na současný název „Krytie TV“. Produkce epizody se zkomplikovala, herečka Chloë Annettová (představitelka Kristiny Kochanské) se cítila nemocná během natáčení. Pořadí natáčení některých scén bylo pozměněno, díl byl dokončen s menšími úpravami.
V této epizodě se vyskytl fiktivní film Útok divokých, naprosto neviditelných, obřích mimozemšťanů, který pochází od tvůrců filmu Upířice v bikinách vysávají Paříž. Tento kinematografický počin je stylizován do prostředí amerického maloměsta 50. let 20. století. V úvodní scéně utíkají obyvatelé městečka před létajícím talířem, který, jak se ukáže později, slouží jako transportér výsadku neviditelných zástupců mimozemské civilizace. Obyvatelé jsou vyděšeni a ani pořádkové síly policie nejsou schopny útoku zabránit. Další rozvoj zápletky je však neznámý, jelikož promítání filmu bylo přerušeno vysíláním Televize Kryton.

## Herecké obsazení
V epizodě „Televize Kryton“ vystupují mimo stálé herce další, z nichž někteří se účastnili natáčení v předchozích dílech, kde ztvárnili posádku kosmické lodi Červený trpaslík.
| Herec           | Hraje    | Role                                |
| --------------- | -------- | ----------------------------------- |
| Barry Clifford  |          | jeden z vězeňských dozorců          |
| Graham McTavish | Ackerman | velitel vězeňské sekce na 13. etáži |
| Jake Wood       | Smrťák   | vyšinutý spoluvězeň                 |